# 天主教托坎蒂諾波利斯教區
天主教托坎蒂諾波利斯教區（拉丁語：Dioecesis Tocantinopolitana），是巴西一個天主教教區，位於托坎廷斯州北部，包括四十二個市。屬帕爾馬斯總教區。
1954年12月20日設立自治監督區，1980年10月30日升為教區。2010年有教友390,000人，佔總人口78.5%。有廿八個堂區、司鐸四十二人。現任教區主教為吉奧瓦內·佩雷拉·德梅洛。